# 臺灣革命史
《臺灣革命史》，是臺灣日治時期由黃玉齋（筆名漢人）於1925年編成漢民族主義色彩濃厚的臺灣抗日史著作，作者黃玉齋時為廈門大學學生，22歲。

## 成書背景
作者在本書〈自敘〉中陳述寫作本書的理由：1919年連橫《臺灣通史》出版，作者認為《臺灣通史》有三大缺點：一是該書是以「老史家的眼光，以老法子編成」，二是因連橫不通西文，「敘述臺灣與外國的關係，往往謬誤」，三是內容止於日本統治臺灣以前。作者認為日本統治臺灣以來的歷史較以前的歷史更加重要，若有識之士不投入研究，「將來只有『日本殖民發達史』而已」，因而投入臺灣史研究，並以二十年後編出一部「臺灣全史」為目標。
接著作者提到《臺灣革命史》編纂之不易，就連秋澤烏川所編《臺灣匪誌》（〈自敘〉中作者特意改稱為《臺灣革命誌》）所用史料都蒐羅不全。所幸有機會親近臺灣的老前輩，「藉知道臺灣革命的狀況」；還在「臺灣某圖書館」（指臺灣總督府圖書館）找到很多「革命黨的證據」，才得以編成此書。作者日後的自述中提到，《臺灣革命史》是其在學校寒暑假回台省親之際，抽空到臺灣總督府圖書館抄譯相關史料與《臺灣匪誌》等日人著作以後，再分散寄往廈門友人處，歷經這樣的艱辛才得以編成此書。

## 內容
全書共分二十章，第一章為導言，第二到第五章為「初期革命」，分別講述林大北、劉德杓、陳發、詹阿瑞等人的革命，第六章為初期革命的結論。第七到第十六章分別講述蔡清琳、劉乾、黃朝、陳阿榮、羅福興、張火爐、李阿齊、賴來、羅阿頭、余清芳的革命，第十七章為中期革命的結論。第十八章「臺灣最近的革命運動」轉往講述非武裝抗日運動，包括政治革命運動、思想革命運動（如《臺灣青年》）、讀書運動（如王受祿、陳炘、杜聰明等人的學術成就）、家庭革命運動、文學革命運動（指臺灣的白話文運動）、婦女運動、國語運動、宗教革命運動、文字革命（指白話字）、道德革命運動等等。第十九章為下期革命的結論，第二十章為結論。

## 評價
朱謙之在《臺灣革命史》的序中云：「我們所謂臺灣人，就是中國民族的福建人、廣東人，所以臺灣革命史，也可說是『中國革命史』的一部份，是我們中國學者，所應該知道的！現在謹介紹之於此，並望國人們對於羅福星、余清芳諸先生們作相當的紀念。」
歷史學者林衡道在發表於公論報「風土」專欄第69期的〈臺灣鄉土史的研究〉中云：「黃玉齋先生，他的名著《臺灣革命史》，不但是史學上一部鉅著；同時一字一淚，使人感動！」

## 版本
1925年，《臺灣革命史》由上海泰東書局出版，並由曾任廈門大學中國哲學史教授的朱謙之為之作序。戰後又於1945年由屏東新民書局再版。國家圖書館臺灣華文電子書庫有的電子書為1945年版。